# Piragüismo en los Juegos Europeos de Minsk 2019
El piragüismo en los II Juegos Europeos se realizó en el Canal de Regatas de Zaslaue, ubicado 20 km al noroeste de Minsk (Bielorrusia), del 25 al 27 de junio de 2019.
En total fueron disputadas en este deporte 16 pruebas diferentes, 8 masculinas y 8 femeninas.

## Medallistas

### Masculino
| Evento                  | Oro                                                                                     | Plata                                                                            | Bronce                                                                       |
| ----------------------- | --------------------------------------------------------------------------------------- | -------------------------------------------------------------------------------- | ---------------------------------------------------------------------------- |
| K1 200 m (27 de junio)  | Maxime Beaumont · Francia · 38,976                                                      | Balázs Birkás · Hungría · 39,149                                                 | Dzmitry Tratsiakou · Bielorrusia · 39,351                                    |
| K4 500 m (27 de junio)  | Artiom Kuzajmetov · Alexandr Sergueyev · Oleg Gusev · Vitali Yershov · Rusia · 1:32,376 | Max Rendschmidt · Ronald Rauhe · Tom Liebscher · Max Lemke · Alemania · 1:32,541 | Samuel Baláž · Erik Vlček · Csaba Zalka · Adam Botek · Eslovaquia · 1:33,721 |
| K1 1000 m (26 de junio) | Bálint Kopasz · Hungría · 3:30,936                                                      | Fernando Pimenta · Portugal · 3:31,048                                           | Aleh Yurenia · Bielorrusia · 3:32,291                                        |
| K2 1000 m (26 de junio) | Max Hoff · Jacob Schopf · Alemania · 3:18,175                                           | Olexandr Syromiatnikov · Oleh Kujaryk · Ucrania · 3:18,865                       | Vladislav Litovka · Roman Anoshkin · Rusia · 3:19,023                        |
| K1 5000 m (27 de junio) | Bálint Kopasz · Hungría · 21:45,255                                                     | Fernando Pimenta · Portugal · 21:46,554                                          | Max Hoff · Alemania · 21:49,276                                              |
| C1 200 m (27 de junio)  | Artsiom Kozyr · Bielorrusia · 42,835                                                    | Nicolae Craciun · Italia · 43,353                                                | Alfonso Benavides · España · 44,255                                          |
| C1 1000 m (26 de junio) | Tomasz Kaczor · Polonia · 3:57,953                                                      | Kiril Shamshurin · Rusia · 3:58,028                                              | Sebastian Brendel · Alemania · 3:59,278                                      |
| C2 1000 m (26 de junio) | Cătălin Chirilă · Victor Mihalachi · Rumania · 3:40,919                                 | Yuri Vandiuk · Andri Rybachok · Ucrania · 3:41,692                               | Kiril Shamshurin · Ilia Pervujin · Rusia · 3:42,547                          |

### Femenino
| Evento                  | Oro                                                                               | Plata                                                                                           | Bronce                                                                                           |
| ----------------------- | --------------------------------------------------------------------------------- | ----------------------------------------------------------------------------------------------- | ------------------------------------------------------------------------------------------------ |
| K1 200 m (27 de junio)  | Emma Jørgensen · Dinamarca · 41,625                                               | Danuta Kozák · Hungría · 42,160                                                                 | Marta Walczykiewicz · Polonia · 42,408                                                           |
| K2 200 m (27 de junio)  | Mariya Povj · Liudmyla Kuklinovska · Ucrania · 44,781                             | Franziska John · Tina Dietze · Alemania · 44,961                                                | Volha Judzenka · Maryna Litvinchuk · Bielorrusia · 45,073                                        |
| K1 500 m (27 de junio)  | Volha Judzenka · Bielorrusia · 2:03,929                                           | Danuta Kozák · Hungría · 2:04,176                                                               | Emma Jørgensen · Dinamarca · 2:04,989                                                            |
| K2 500 m (26 de junio)  | Volha Judzenka · Maryna Litvinchuk · Bielorrusia · 1:40,888                       | Anna Kárász · Danuta Kozák · Hungría · 1:42,526                                                 | Kira Stepanova · Anastasiya Panchenko · Rusia · 1:43,358                                         |
| K4 500 m (27 de junio)  | Anna Kárász · Danuta Kozák · Tamara Csipes · Erika Medveczky · Hungría · 1:41,526 | Marharyta Majneva · Nadzeya Papok · Volha Judzenka · Maryna Litvinchuk · Bielorrusia · 1:41,654 | Karolina Naja · Katarzyna Kołodziejczyk · Anna Puławska · Helena Wiśniewska · Polonia · 1:42,851 |
| K1 5000 m (27 de junio) | Maryna Litvinchuk · Bielorrusia · 24:52,258                                       | Dóra Bodonyi · Hungría · 24:53,003                                                              | Mariana Petrušová · Eslovaquia · 24:59,099                                                       |
| C1 200 m (27 de junio)  | Alena Nazdrova · Bielorrusia · 50,351                                             | Lisa Jahn · Alemania · 51,656                                                                   | Dorota Borowska · Polonia · 51,731                                                               |
| C2 500 m (27 de junio)  | Virág Balla · Kincső Takács · Hungría · 2:11,129                                  | Nadzeya Makarchanka · Volha Klimava · Bielorrusia · 2:12,924                                    | Xeniya Kurach · Olesia Romasenko · Rusia · 2:14,194                                              |

## Medallero
| Núm. | País        | Oro | Plata | Bronce | Total |
| ---- | ----------- | --- | ----- | ------ | ----- |
| 1    | Bielorrusia | 5   | 2     | 3      | 10    |
| 2    | Hungría     | 4   | 5     | 0      | 9     |
| 3    | Alemania    | 1   | 3     | 2      | 6     |
| 4    | Ucrania     | 1   | 2     | 0      | 3     |
| 5    | Rusia       | 1   | 1     | 4      | 6     |
| 6    | Polonia     | 1   | 0     | 3      | 4     |
| 7    | Dinamarca   | 1   | 0     | 1      | 2     |
| 8    | Francia     | 1   | 0     | 0      | 1     |
| 8    | Rumania     | 1   | 0     | 0      | 1     |
| 10   | Portugal    | 0   | 2     | 0      | 2     |
| 11   | Italia      | 0   | 1     | 0      | 1     |
| 12   | Eslovaquia  | 0   | 0     | 2      | 2     |
| 13   | España      | 0   | 0     | 1      | 1     |
|      | TOTAL       | 16  | 16    | 16     | 48    |